# The Dogma
The Dogma is een melodieuze powermetalband uit Ancona (Italië). De band ontstond in 1999 en werd bekend door tournees met de Finse hardrockband Lordi.

## Geschiedenis
Gitarist Cosimo Binetti en zanger Daniele Santori ontmoetten elkaar voor het eerst in een kapel op een begraafplaats in het Italiaanse Ancona. Ze ontdekten dezelfde muzikale smaak te hebben. Het duurde niet lang of het duo ging op zoek naar andere bandleden. Die werden gevonden in bassist Steve Vawamas, toetsenist Stefano Smeriglio en drummer Giuseppe Chirico. Daarmee was de originele bezetting compleet. Begin 2002 namen ze hun eerste demo op.
Het debuutalbum heette Black Roses. Het werd opgenomen in de Woodhouse Studios onder leiding van Siggi Bemm (Tiamat, Samael, The Gathering) en werd geoptimaliseerd om de unieke gothic-klanken en melodische elementen samen te voegen.
Het debuutalbum had weinig succes. The Dogma meende dat het aan de muziekstijl lag en besloot daarom tot een nieuw album. Ook dit album werd opgenomen onder begeleiding van Siggi in de Woodhouse Studios.
Na diverse problemen deed gitarist Cosimo Binetti een beroep op een van zijn labelpartners, Tomi Putaansuu, beter bekend als Mr. Lordi, de zanger van Lordi. Samen met Leena Peisa (Awa) en Cosimo schreef hij drie nummers voor het album. Om het album bekendheid te geven, gingen ze samen nog op tournee.

## Bandleden

### Huidige bandleden
- Daniele Santori - Zanger
- Cosimo Binetti - Gitarist
- Stefano Smeriglio - Keyboard en piano
- Marco Bianchella - Drummer
- Giacomo Astorri - Bassist

### Oud-bandleden
- Giuseppe Chirico - Drummer
- Steve Vawamas - Bassist
- Masso - Bassist

## Discografie

### Demo's
- Symphonies of Love and Hate (2002)

### Studioalbums
- Black Roses (2006)
- A Good Day to Die (2007)
- Black Widow (2010)